# Festival Perspectives

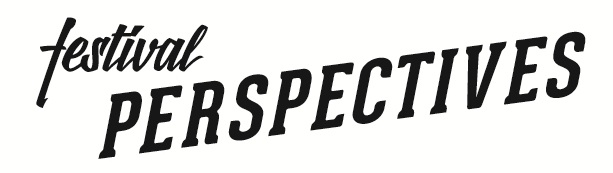
Logo des Festivals

Das Festival Perspectives (Eigenschreibweise: Festival PERSPECTIVES) ist ein deutsch- und französischsprachiges Festival zeitgenössischer Bühnenkunst in Saarbrücken. Es wurde 1978 als französisches Festival gegründet und ist das einzige Festival, das deutsch- und französischsprachigen zeitgenössischen Produktionen gleichermaßen ein Forum bietet. Im Jahr 2015 erreichte das Festival mit 15.000 verkauften Karten und einer Gesamtbesucherzahl von 40.000 Zuschauern zahlenmäßig seinen Höhepunkt.

## Geschichte
Das Festival Perspectives wurde 1978 unter dem Namen Woche des jungen französischen Theaters / Perspectives du jeune théâtre français von Jochen Zoerner-Erb, Dramaturg des Saarländischen Staatstheaters, ins Leben gerufen. Erb hatte die Idee, ein Festival des jungen französischen Theaters in Saarbrücken zu gründen, um dem deutschen Publikum die Gelegenheit zu geben, die freie französische Theaterszene zu erleben. Zugleich wollte er jungen französischen Theatergruppen eine Plattform bieten, um ihre Produktionen im Nachbarland zu präsentieren.
Zoerner-Erb leitete Perspectives in den ersten acht Jahren. Ihm folgte im Jahr 1986 Peter Hahn. Von 1987 bis 1991 übernahm der Franzose Marc Adam, ab 1992 der Schweizer Peter Theiler die Festivalleitung. 1996 wurde er von Pierre-Jean Valentin abgelöst, unter dessen Ägide das Festival 1996 mit 33 eingeladenen Gruppen und 81 Veranstaltungen das bislang umfangreichste Festival war. Von 1997 bis 2001 war Christian Caimacan künstlerischer Leiter. 2002 ging diese Aufgabe in die Hände von Laurent Brunner über, der Perspectives zu einem "deutsch-französischen Theaterfestival" machte. Während das Festival in den Jahren zwischen 1997 und 2004 eher ein konservatives Programm mit klassischen Theaterproduktionen präsentierte, wurde das Programmangebot mit dem Leitungswechsel von 2004 bis 2006 mit Michèle Paradon wieder avantgardistischer.
Im Jahr 2007 leiteten Stéphane Konopczynski und Sylvie Hamard die Perspectives und gaben dem Festival ein neues Konzept. Träger ist seither die Stiftung für die deutsch-französische kulturelle Zusammenarbeit. Unter Sylvie Hamard, die seit 2008 alleinige Leiterin des Festivals ist, werden vor allem szenische Arbeiten des Schauspiels und zeitgenössischen Tanz, aber auch Produktionen der Sparten zeitgenössischer Zirkus und Performance präsentiert. Seit 2015 hat das Festival einen Unterstützer-Freundeskreis.
Aufgrund der COVID-19-Pandemie entfiel 2020 das Festival. Eine neue Ausgabe kam vom 20. bis 29. Mai 2021.
Im April 2023 kündigte Sylvie Hamard an, dass sie nach fünfzehn Jahren Festivalleitung aufhören wolle, die 45. Ausgabe vom 25. Mai bis zum 3. Juni 2023 wird noch von ihr geführt, für nächstes Jahr müsse jemand Anderes übernehmen.
Am 11. April 2024 wurde bekannt, dass Kira Kirsch ab 2025 die Festivalleitung übernehmen wird. Sie hatte sich im Bewerbungsverfahren gegen 20 andere Kandidaten durchgesetzt.

## Angebot
Das Festival ist von Grund auf zweisprachig. So werden gleichermaßen deutsch- und französischsprachige zeitgenössische Produktionen eingeladen, das Programm, die Webseite und sonstige Veröffentlichungen werden auf Deutsch und Französisch verfasst. Soweit möglich wird bei textreichen Stücken eine Übertitelung angeboten. Neben klassischem Theater zeigt Perspectives Musiktheater, Bühnenkunst, Visuelles Theater, Figurentheater, szenische Lesungen, Zirkus, Akrobatik, Multimediashow, Pantomime, Performance und Videoszenografie. Straßentheaterstücke und klassische Inszenierungen an den Saarbrücker Spielstätten werden auch durch ungewöhnliche Aufführungsorte ergänzt. Des Weiteren treten jedes Jahr französischsprachige Musikgruppen im Festivalclub auf.
Im Rahmen der Seléction Perspectives werden seit 2017 im Vorfeld des Festivals im Kino achteinhalb Spiel- oder Dokumentarfilme mit Bezug zum aktuellen Festivalprogramm gezeigt.

## Trägerschaft und Finanzierung
Seit seiner Gründung erhält das Festival Unterstützung von französischer Seite. Bis 1992 war die Landeshauptstadt Saarbrücken Veranstalter des Festivals und dieses dem Kulturreferat der Stadt angegliedert. Nachdem die Stadt beschlossen hatte, dem Festival eine eigene juristische Form zu geben, wurde Perspectives zu einer gGmbH mit der Landeshauptstadt Saarbrücken und dem Saarländischen Staatstheater als Gesellschafter. Im März 2002 kam es zu einem Kooperationsbeschluss zwischen dem Saarland, der Stadt Saarbrücken und dem französischen Département Moselle, die das Festival seitdem gemeinsam finanziell tragen. Rechtsträger von Perspectives ist seit 2007 die Stiftung für deutsch-französische kulturelle Zusammenarbeit mit Sitz in Saarbrücken.

## Auszeichnungen
- 2018: Prix de l’Académie de Berlin

## Spielorte
Das Festival nutzt neben klassischen Theaterorten in der SaarLorLux-Region auch ehemalige Industriestandorte, öffentliche Plätze und Straßen.
- Alte Feuerwache, Saarbrücken
- Buswerkstatt im Quartier Eurobahnhof, Saarbrücken
- Centre Pompidou-Metz
- Deutsch-Französischer Garten, Saarbrücken
- E-Werk, Saarbrücken
- Friedenskirche, Saarbrücken
- Gustav-Regler-Platz, Saarbrücken
- Johanneskirche, Saarbrücken
- K4 Forum am St. Johanner Markt, Saarbrücken
- Le Carreau – Scène Nationale de Forbach et de l’est mosellan, Forbach
- Luminanz, Saarbrücken
- Mauritiuskirche, Saarbrücken
- Osthalle am Römerkastell, Saarbrücken
- Parc Explor, Wendel (Frankreich)
- Club Römerkastell, Saarbrücken
- Saarländischer Rundfunk, Funkhaus Halberg, Saarbrücken
- Saarländisches Staatstheater, Saarbrücken
- Schlosskeller, Saarbrücken
- Spicherer Höhen
- Theater am Ring, Saarlouis
- Theater im Rathaus, Saargemünd
- Theater Überzwerg, Saarbrücken
- VHS-Zentrum am Schloss, Saarbrücken
- Zirkuszelt am Tbilisser Platz, Saarbrücken

## Besucherzahlen
Waren es 2006 noch 3.400 Gäste, so kamen 2010 bereits über 11.000 Besucher, und 2011 sahen 12.000 Menschen die Aufführungen des Festivals. Im Jahr 2015 erreichte das Festival mit 14247 verkauften Karten und einer Gesamtbesucherzahl von 40.000 Menschen zahlenmäßig einen Höhepunkt.

## Kooperationen
Es gibt beständige Kooperationen mit Kulturinstitutionen in Deutschland und Frankreich, darunter das Centre Pompidou-Metz, das Institut français Saarbrücken, Le Carreau – Scène Nationale de Forbach et de l’est mosellan, Forbach, die Plattform für deutsch-französische Kunst Lyon, Saarländisches Staatstheater, Theater Überzwerg und die Städte Saargemünd und Saarlouis.